# Санта-Марія-де-Белен
Санта-Марія-де-Белен (порт. Santa Maria de Belém; МФА: [ˈsɐ̃.tɐ mɐ.ˈɾi.ɐ dɨ bɨ.ˈɫɐ̃j]) — парафія в Португалії, у муніципалітеті Лісабон. Розташована в західній частині країни, на теренах історичної португальської провінції Ештремадура. Входить до складу округу Лісабон. За адміністративним поділом, чинним до 1976 року, терени парафії були складовою провінції Ештремадура. Належить до Лісабонського патріархату Католицької церкви. Патрон — Діва Марія. Площа — 3,4317 км². Населення — 8541 ос. (2011). Сильно урбанізований регіон. Густота населення — 2488,85 осіб/км²
. Код — 110632.
В результаті адміністративної реформи від 8 листопада 2012 р., яка набула чинності після місцевих виборів у 2013 р., парафію було ліквідовано шляхом її об'єднання з парафією Сан-Франсішку-Шавієр в складі нової парафії Белен.

## Географія

Райони Лісабона
Зони Лісабона
Белен

## Населення
| Кількість мешканців | Кількість мешканців | Кількість мешканців | Кількість мешканців | Кількість мешканців | Кількість мешканців | Кількість мешканців | Кількість мешканців | Кількість мешканців | Кількість мешканців | Кількість мешканців | Кількість мешканців | Кількість мешканців | Кількість мешканців | Кількість мешканців |
| ------------------- | ------------------- | ------------------- | ------------------- | ------------------- | ------------------- | ------------------- | ------------------- | ------------------- | ------------------- | ------------------- | ------------------- | ------------------- | ------------------- | ------------------- |
| 1864                | 1878                | 1890                | 1900                | 1911                | 1920                | 1930                | 1940                | 1950                | 1960                | 1970                | 1981                | 1991                | 2001                | 2011                |
| 5 716               | 7 890               | 9 042               | 12 975              | 14 477              | 14 521              | 16 817              | 17 435              | 24 637              | 20 416              | 18 486              | 17 057              | 12 092              | 9 756               | 8 541               |

## Пам'ятки
- Беленська башта — пам'ятник  світової спадщини ЮНЕСКО
- Беленський палац
- Монастир Жиронімуш — пам'ятник світової спадщини ЮНЕСКО
- Морський музей (Лісабон)
- Національний археологічний музей (Лісабон)
- Музей Електрики (Лісабон)
- Пам'ятник великим географічним відкриттям